# Gregor Doblhamer
Gregor Doblhamer, též Gregor Doblhammer (26. dubna 1823 Lambrechten – 9. února 1899 Reichersberg), byl rakouský římskokatolický duchovní a politik německé národnosti, v 2. polovině 19. století poslanec Říšské rady z Horních Rakous.

## Biografie
Působil jako kanovník v Reichersbergu. V letech 1844–1848 vystudoval na teologickém semináři v Linci. Od roku 1847 až do své smrti působil jako kněz. Od roku 1843 byl řeholní kanovník u augustiniánů v Reichersbergu. V roce 1846 složil řádový slib. Do roku 1857 byl kooperátorem a katechetou na klášterní faře. V letech 1857–1899 měl funkci rentmeistera. Byl členem zemské komise pro regulaci pozemkové daně a zemské zemědělské rady. Inicioval vznik zemského archivu. Od roku 1870 zasedal ve výbodu Katolického tiskového spolku.
V zemských volbách roku 1878 byl zvolen na Hornorakouský zemský sněm za kurii venkovských obcí, obvod Schärding. Mandát zemského poslance obhájil roku 1884, 1890 a 1897 a na sněmu zasedal až do své smrti roku 1899. Byl reprezentantem katolické konzervativní strany.
Působil taky jako poslanec Říšské rady (celostátního parlamentu Předlitavska), kam nastoupil ve volbách roku 1879 za kurii venkovských obcí v Horních Rakousích, obvod Ried, Braunau atd. Mandát zde obhájil ve volbách roku 1885 a volbách roku 1891. Ve volbách roku 1897 byl zvolen za všeobecnou kurii, 3. volební obvod: Wels, Eferding, Ried, Braunau, Schärding. Ve vídeňském parlamentu zasedal do své smrti roku 1899. Ve volebním období 1879–1885 se uvádí jako Gregor Doblhamer, řeholní kanovník a rentmeister kláštera v Reichersbergu, bytem Reichersberg.
Po volbách roku 1879 se uvádí jako konzervativní poslanec. Od listopadu 1881 patřil do nově utvořeného tzv. Liechtensteinova klubu, který byl katolicky a centristicky orientovaný. Jako člen tohoto klubu se uvádí i po volbách v roce 1885. V listopadu 1895 odešel na Říšské radě z Hohewartova klubu do nové poslanecké frakce Katolické lidové strany.
Zemřel po dlouhé nemoci v únoru 1899.